# Wolfgang Blochwitz
Wolfgang Blochwitz (ur. 8 lutego 1941 w Geringswalde, zm. 8 maja 2005 w Bad Berka) – niemiecki piłkarz grający na pozycji bramkarza.

## Kariera klubowa
Blochwitz urodził się w mieście Geringswalde w Saksonii. Karierę piłkarską rozpoczął w tamtejszym klubie BSG Motor Geringswalde. W 1960 roku odszedł do SC Aufbau Magdeburg i w jego barwach zadebiutował w rozgrywkach pierwszej ligi NRD. W Magdeburgu nie zawsze występował w pierwszym składzie. W 1964 roku zdobył z nim Puchar NRD (zwycięstwo 3:2 w finale nad SC Lipsk. Z kolei rok później ponownie sięgnął po to trofeum, a Magdeburg wygrał w finałowym spotkaniu 2:1 z FC Carl Zeiss Jena.
Po sezonie 1965/1966 Blochwitz odszedł do zespołu z Jeny i stał się jego pierwszym bramkarzem. W 1968 roku doszedł z Carl Zeiss do finału krajowego pucharu, jednak przegrywał on z Unionem Berlin (1:2). Także w 1968 roku został po raz pierwszy w karierze mistrzem kraju, a latach 1966 i 1969 - wicemistrzem. W 1970 roku doprowadził Carl Zeiss do kolejnego tytułu mistrzowskiego, a w 1971 do wicemistrzostwa. Lata 1973–1975 to kolejne drugie miejsca Carl Zeiss z Wolfgangiem w składzie, a w 1972 i 1974 zdobył on też Puchar NRD (odpowiednio 2:1 i 3:1 z Dynamem Drezno w finale). Karierę piłkarską Bolchwitz zakończył w 1976 roku, a w barwach FC Carl Zeiss Jena rozegrał 165 ligowych meczów. W maju 2005 zmarł w miejscowości Bad Berka. Liczył sobie wówczas 64 lata.
| Sezon   | Klub               | Kraj | Rozgrywki | Mecze | Bramki |
| ------- | ------------------ | ---- | --------- | ----- | ------ |
| 1960/61 | Aufbau Magdeburg   | NRD  | 1. liga   | 12    | 0      |
| 1961/62 | Aufbau Magdeburg   | NRD  | 1. liga   | 0     | 0      |
| 1962/63 | Aufbau Magdeburg   | NRD  | 1. liga   | 19    | 0      |
| 1963/64 | Aufbau Magdeburg   | NRD  | 1. liga   | 7     | 0      |
| 1964/65 | Aufbau Magdeburg   | NRD  | 1. liga   | 24    | 0      |
| 1965/66 | 1. FC Magdeburg    | NRD  | 1. liga   | 22    | 0      |
| 1966/67 | FC Carl Zeiss Jena | NRD  | 1. liga   | 26    | 0      |
| 1967/68 | FC Carl Zeiss Jena | NRD  | 1. liga   | 23    | 0      |
| 1968/69 | FC Carl Zeiss Jena | NRD  | 1. liga   | 16    | 0      |
| 1969/70 | FC Carl Zeiss Jena | NRD  | 1. liga   | 26    | 0      |
| 1970/71 | FC Carl Zeiss Jena | NRD  | 1. liga   | 19    | 0      |
| 1971/72 | FC Carl Zeiss Jena | NRD  | 1. liga   | 8     | 0      |
| 1972/73 | FC Carl Zeiss Jena | NRD  | 1. liga   | 22    | 0      |
| 1973/74 | FC Carl Zeiss Jena | NRD  | 1. liga   | 25    | 0      |
| 1974/75 | FC Carl Zeiss Jena | NRD  | 1. liga   | ?     | 0      |
| 1975/76 | FC Carl Zeiss Jena | NRD  | 1. liga   | ?     | 0      |

## Kariera reprezentacyjna
W reprezentacji NRD Blochwitz zadebiutował 4 września 1966 roku w wygranym 6:0 towarzyskim spotkaniu z Egiptem. W 1974 roku został powołany przez selekcjonera Georga Buschnera do kadry na Mistrzostwa Świata w RFN, jedyny mundial na którym uczestniczyła kadra NRD. Tam Wolfgang był rezerwowym dla Jürgena Croya i nie wystąpił żadnym spotkaniu. Ostatni mecz w kadrze narodowej rozegrał w lutym 1974 przeciwko Tunezji (4:0). Łącznie wystąpił w niej 17 meczach.